# Mark David Chapman
Pour les articles homonymes, voir Chapman.
Mark David Chapman, né le 10 mai 1955 à Fort Worth, est un Américain originaire du Texas, devenu tristement célèbre pour avoir assassiné John Lennon le soir du 8 décembre 1980 à New York. Il était 22 h 52 lorsque Lennon s'est écroulé devant sa résidence, le Dakota Building au coin de la 72e rue, près de Central Park, tué de quatre balles d'un revolver calibre 38. Éligible pour une demande de libération conditionnelle à partir de 2000, Chapman s'est déjà vu opposer douze refus par la justice de l'État de New York.

## Biographie
Originaire de Fort Worth, au Texas, Mark David a pour père David Curtis Chapman, sergent dans l'US Air Force, et pour mère Diane Elizabeth (née Pease) infirmière. Il raconte avoir vécu dans la crainte de son père, un homme violent. Il vit une enfance mouvementée, passant d'une ville à l'autre suivant les affectations de son père, fuguant, essayant la drogue, le LSD. C'est dans ces années de beatlemania qu'il achète des albums du groupe.
Après plusieurs échecs scolaires, il rencontre à seize ans une jeune étudiante, Jessica Blankenship, rompt avec la drogue, devient un born again mais, après avoir trompé sa compagne, il ne se pardonne pas cet acte et sombre dans la dépression. En 1977, il tente de se suicider par intoxication au monoxyde de carbone dans une voiture mais échoue et est admis au Castle Memorial Hospital. En 1978, inspiré par le film Le Tour du monde en quatre-vingts jours, il réalise un tour du monde et commence une relation avec une Nippo-Américaine plus âgée (comme Yoko Ono et John Lennon), Gloria Abe, agente de voyage rencontrée à Hawaï. Ils se marient le 2 juin 1979.
Travaillant au Castle Memorial Hospital, il en est licencié après une altercation avec une infirmière. Il trouve un emploi de gardien de nuit. Il se met à boire beaucoup et commence à fantasmer sur l'assassinat de son idole.

### Assassinat de John Lennon
Alors qu'il travaille à Hawaï pour l'organisation caritative YMCA, il achète un Charter Arms Undercover .38 Special à cinq coups à Honolulu le 27 octobre 1980 et vient une première fois à New York le 30 octobre pour tuer Lennon, mais il change d'avis et rentre chez lui,.
Le 8 décembre 1980 vers 17 h, alors que John et Yoko marchent jusqu'à leur limousine, plusieurs fans s'approchent pour leur demander un autographe, ce à quoi ils sont habitués. Parmi eux se trouve Chapman. Il tend silencieusement à Lennon un exemplaire de son album Double Fantasy que le musicien lui dédicace. Après l'avoir signé, Lennon lui demande poliment : « C'est tout ce que vous désirez ? », et Chapman répond d'un signe de tête affirmatif. La scène est immortalisée par un photographe fan de Lennon, Paul Goresh, qui prit une photo de la rencontre,. Certains[Qui ?] prétendront que, face à la générosité et surpris par la gentillesse de Lennon (qui lui demanda à deux reprises s'il ne désirait pas autre chose), Chapman pourtant venu à cette heure dans l'idée de tuer, renonça.
Vers 22 h, Chapman vient attendre près du domicile de John Lennon.
Entre-temps, John et Yoko Ono sont au studio Record Plant, John décide de poursuivre la session afin de débuter l'enregistrement définitif des morceaux. Mais Yoko refuse, prétextant qu'elle a eu une journée assez chargée. Lennon explique à sa femme et au producteur que « quelque chose » le pousse à se mettre immédiatement à l'enregistrement. En quittant le studio, le couple décide de s'arrêter en chemin dîner dans un restaurant et renonce au bout de quelques minutes. Arrivé devant la résidence vers 22 h 50, Lennon descend de la limousine garée sur la 72e rue, juste devant l'immeuble, alors qu'il aurait pu la ranger dans la cour intérieure, plus sécurisée.
Le portier du Dakota, Jose Perdomo, et un chauffeur de taxi ont vu Chapman attendre dans l'ombre de l'arche,. Yoko Ono entre la première sous l'arche. À 22 h 52, alors que John Lennon la suit, Chapman tire sur lui, à cinq reprises, avec un revolver 38 Special Charter Arms,. Nombre de récits de radios, télévisions et journaux de l’époque ont rapporté qu’avant de tirer, Chapman a appelé « Mister Lennon » et s’est mis en « position de combat »,,, mais cela n’a pas été confirmé par les audiences et les dépositions de témoins. Chapman a, pour sa part, déclaré ne pas se souvenir d’avoir appelé le nom de Lennon avant de lui tirer dessus,. Un coup passe au-dessus de la tête de Lennon et touche une fenêtre du Dakota, puis deux balles atteignent Lennon au côté gauche du dos et deux autres pénètrent dans son épaule gauche. Les quatre balles infligent de graves blessures, une au moins perforant l'aorte de Lennon. Lennon chancelle sur les marches qui mènent au poste de sécurité, déclare : « Je suis touché ! je suis touché ! » et s'effondre. Le concierge Jay Hastings couvre la victime avec son uniforme et lui enlève ses lunettes, il alerte ensuite la police.
À l'extérieur, le portier Perdomo fait tomber l'arme de la main de Chapman et la repousse du pied vers le trottoir. Chapman retire ensuite son manteau et son chapeau en attendant l'arrivée de la police, afin de montrer qu'il n'a plus d'arme sur lui, et s'assoit sur le bord du trottoir. Perdomo lui crie : « Tu sais ce que tu as fait ? », ce à quoi Chapman répond, comme de marbre : « Oui, je viens d'abattre John Lennon. » Les premiers policiers sur les lieux sont Steve Spiro et Peter Cullen, qui se trouvaient à l'intersection de la 72e rue et de Broadway, quand on leur a signalé les coups de feu tirés au Dakota. À leur arrivée, ils trouvent Chapman assis « très calmement » sur le trottoir. Ils ont rapporté que le tueur avait laissé tomber son revolver sur le sol et tenait un livre de poche, L'Attrape-cœurs de J. D. Salinger.
Un rassemblement à la mémoire de John Lennon est organisé tous les 8 décembre à New York, et diverses commémorations parsèment le monde notamment à l'occasion de ce jour.

### Condamnation
Chapman plaide coupable pour le meurtre de Lennon en juin 1981, contre l'avis de ses avocats, qui voulaient lui faire plaider la folie,. Accusé de meurtre au second degré, il a été jugé conscient de ses actes et reçoit une peine de perpétuité mais, dans la mesure où il a plaidé coupable, avec une période de sûreté de vingt années. La liberté conditionnelle (parole) est envisageable depuis 2000, par une demande bisannuelle. Chapman se voit refuser la liberté conditionnelle à douze reprises, pour chacune de ses demandes,,, et reste emprisonné au centre correctionnel d'Attica.
Sa tête a été mise à prix maintes fois, des menaces ont été proférées à son encontre s'il venait à être libéré.
En mai 2005, la chaîne britannique de télévision Channel 4 annonça son projet de faire une interview télévisée de Chapman mais Yoko Ono s'est insurgée de manière véhémente contre cet engouement médiatique en attaquant la chaîne.

## Personnalité
Fan obsédé par les Beatles, Chapman voyait en John Lennon un héros qui lui permettrait de surmonter sa vie moribonde. Il prétendit vouer une admiration sans limites à son idole, et avoir été jusqu'à se marier avec une Hawaïenne d'origine japonaise pour avoir l'impression d'être le couple Lennon-Yoko Ono. Mais, déçu par une situation qui ne s'améliorait pas, il accusa celui qui l'avait trompé dans ses espoirs : John Lennon, qu'il considérait désormais comme un hypocrite et un traître, d'abord en ce qui concerne la religion avec ses phrases « Imagine no religion » (imagine, aucune religion) et « Aujourd'hui, nous sommes plus populaires que Jésus ». Comme il l'avait lu dans la presse, Chapman semblait estimer que John Lennon avait trahi son message de paix et de fraternité entre les hommes, qu'il était devenu milliardaire et menait une vie bourgeoise, et qu'il ne distribuait pas son argent parmi les pauvres. Chapman déclara cependant qu'il n'aimait pas la chanson Imagine, la trouvant « communiste ».

Dans une interview accordée à Lynne Schultz le 26 décembre 2006, Chapman se justifia : 

« Lennon nous dit d'imaginer un monde sans possessions, et le voilà avec des millions de dollars, des yachts, des propriétés et investissements immobiliers, se moquant des gens comme moi qui crurent ses mensonges et achetèrent ses disques, en construisant une grande partie de nos vies autour de sa musique. »

Il avoua, malgré tout, qu'il avait décidé de tuer John Lennon pour devenir également célèbre et que son nom soit définitivement lié à la gloire de Lennon. Il avait également d'autres cibles potentielles comme Johnny Carson, David Bowie ou Elizabeth Taylor, s'il ne parvenait pas à assassiner Lennon,.
Mark Chapman aimait énormément le livre L'Attrape-cœurs de J. D. Salinger, livre qu'il avait sur lui lors du meurtre. Il avait écrit un message sur la page de garde : « Pour Holden Caulfield. De Holden Caulfield. Voici mon témoignage. » Il a par la suite déclaré que sa vie faisait écho à celle de Holden Caulfield, personnage principal du livre, que « les réponses se trouvaient dans ce livre » et que son seul but était dorénavant de le faire connaître. Chapman s'affirma aussi être un lecteur assidu de la Bible.

## Postérité

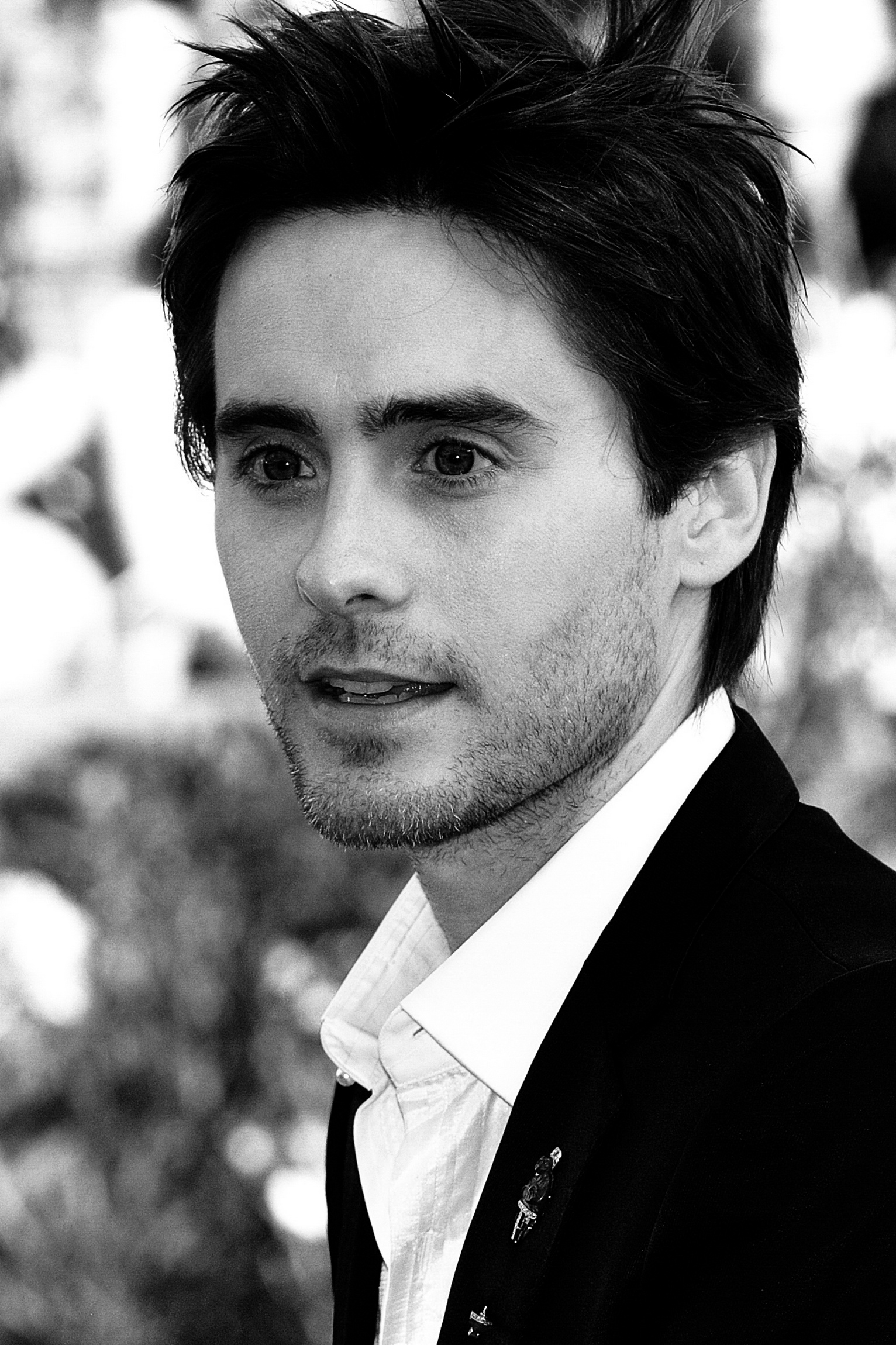
Jared Leto interprète Mark David Chapman dans le film Chapitre 27.

### Films
Deux films racontant l'assassinat de John Lennon ont été réalisés plus de 25 ans après les faits. Le premier des deux, The Killing of John Lennon, est sorti le 7 décembre 2007 — la veille du 27e anniversaire du meurtre. Réalisé par Andrew Piddington, le film met en scène Jonas Ball dans le rôle de Mark David Chapman. Le deuxième film, Chapitre 27, est sorti le 28 mars 2008. Réalisé par J. P. Schaefer, le film met en scène Jared Leto dans le rôle du tueur. Lennon est interprété par Mark Lindsay Chapman.
Des deux films, celui au moindre budget, The Killing of John Lennon a été nettement mieux accueilli par la critique. En revanche, Chapitre 27, avec son budget plus important, a été très critiqué par le public.

### Musique
Le groupe américain Mindless Self Indulgence a intitulé Mark David Chapman une chanson de l'album If en 2008.
En 1996, le groupe irlandais The Cranberries interprète I just shot John Lennon sur l'album To the Faithful Departed.
En 2023, le groupe italien Måneskin a intitulé Mark Chapman, une chanson de l'album Rush!.

### Ouvrage
J'ai tué John Lennon de Gael Séjourné et Rodolphe, bande dessinée sortie chez Glénat en 2016, retrace en détail la vie de Mark Chapman meurtrier de John Lennon de son enfance jusqu'à ce jour fatidique ce soir là dans le hall du Dakota à 22h50,,.
Un roman du journaliste Pierre Merle intitulé L'Assassinat de John Lennon, sorti chez Fleuve Noir en 1993, retrace le parcours de Mark Chapman le jour du crime.

### Filmographie
- Arte, Les Mercredis de l'histoire : L'homme qui a tué John Lennon, de Egon Koch et Friedrich Scherer, diffusé à 20 h 40 le 30 novembre 2005
- La Deux, Les crimes du siècle : L'Assassinat de John Lennon, diffusé à 21 h 10 le 7 août 2015
- « L'assassin de John Lennon s'excuse, 34 ans plus tard… » sur sfrlive.sfr.fr